# Žikica Milosavljević
Žikica Milosavljević (serbisch-kyrillisch Жикица Милосављевић; * 14. Januar 1972 in Pančevo, SR Serbien, SFR Jugoslawien) ist ein ehemaliger serbischer Handballspieler, der zumeist auf der Position Rechtsaußen eingesetzt wurde, und Handballtrainer.

## Karriere

### Verein
Der 1,78 m große und 80 kg schwere Milosavljević begann mit dem Handballspiel in seiner Heimatstadt bei Dinamo Pančevo, wo er auch in der 1. Liga debütierte. 1993 wechselte er für eine Spielzeit zum mazedonischen Verein RK Sevro Kumanovo, ehe er zu RK Roter Stern Belgrad ging. Mit Belgrad erreichte er das Halbfinale im Europapokal der Pokalsieger 1995/96, gewann den jugoslawischen Pokal 1998 sowie die Meisterschaft 1995 und 1999. Anschließend wechselte er nach Slowenien, erst für zwei Jahre zu Prule 67 Ljubljana, wo er 1999/2000 erneut das Halbfinale im Europapokal der Pokalsieger erreichte, dann zum Rekordmeister RK Celje. Mit Celje gewann er 2003 die Meisterschaft sowie 2004 das Triple aus Meisterschaft, Pokal und EHF Champions League. Daraufhin schloss er sich dem spanischen Verein CB Cantabria Santander an, wo er 2005/06 mit 206 Treffern Zweiter der Torschützenliste der Liga ASOBAL wurde. Nach dem Abstieg 2007 ging er zu BM Valladolid. Mit Valladolid gewann er den EHF-Europapokal der Pokalsieger 2008/09. Im Jahr 2010 unterschrieb er beim bosnisch-herzegowinischen Klub RK Bosna Sarajevo, verließ den Klub aber bereits im Januar 2011. In der Saison 2013/14 spielte Milosavljević bei Metaloplastika Šabac, mit dem er im EHF Challenge Cup 2013/14 das Finale gegen den IK Sävehof aus Schweden erreichte.

### Nationalmannschaft
Žikica Milosavljević bestritt für die Nationalmannschaft der Bundesrepublik Jugoslawien sowie deren Nachfolger Serbien und Montenegro und Serbien insgesamt 160 Länderspiele. Er gewann die Bronzemedaille bei der Europameisterschaft 1996 sowie den Weltmeisterschaften 1999 und 2001. Zusätzlich wurde er 2001 als bester Rechtsaußen ins All-Star-Team gewählt. Bei den Olympischen Spielen 2000 wurde er mit der Mannschaft aus Serbien und Montenegro Vierter. In den Play-offs zur Weltmeisterschaft 2011 bestritt er sein letztes Länderspiel.

### Trainer
Als Handballtrainer betreute Milosavljević die Teams aus Jakuba, Živinice und Brčko sowie Roter Stern Belgrad. Seit 2020 ist er Co-Trainer des Spaniers Antoni Gerona bei der serbischen Nationalmannschaft. Bei den Mittelmeerspielen 2022 errang er mit Serbien die Bronzemedaille.